# Else Taterka
Else Taterka (geboren 17. Mai 1886 in Berlin; gestorben am 27. Dezember 1967 in London) war eine deutsche Malerin, Grafikdesignerin und Plakatkünstlerin. Sie war Dozentin an der Schule Reimann in Berlin und der Reimann School in London.

## Leben und Werk
Sie war die erstgeborene Tochter der jüdischen Eltern Ida Minna Clara Fangmeier (1857–1930) und Arthur Taterka (1862–1936). Es folgten die Geschwister Alice Taterka, verheiratete Götze (1889–1980) und Hans Taterka (1896–1918). Taterka gehörte zu den Schülerinnen von Julius Klinger. Sie war Mitglied im Verband der werbetätigen Frauen Deutschlands und hielt Vorträge über ihr Fachgebiet.

### Lehre in der Schule Reimann, Berlin
Ab 1916 übernahm Else Taterka die Lehre in den Fächern Plakat, Schrift, Reklame und Dekorationsentwurf. Ihre freiberufliche Tätigkeit als Grafikerin und Dekorateurin führte sie gleichzeitig fort. Dies entsprach dem Wunsch der Schule, die von ihren Lehrkräften verlangte, sich stets an den aktuellen Entwicklungen im Beruf zu orientieren und sich dem fachlichen Wettbewerb zu stellen.
Taterka beteiligte sich an der Gestaltung der Schulzeitschrift Farbe und Form und gestaltete mehrere Titelblätter. Das Titelblatt der Ausgabe vom November 1927, ein Sonderheft zum Thema „Schaufenster“, zeigt überwiegend abstrahierte, gebrochene Muster und Linien, in die wenige aus Linien und Flächen gestaltete Personen eingebaut wurden.
In den 1920er Jahren bestanden an der Schule Reimann drei verschiedene Fachklassen für Plakatkunst. Der Unterricht über sogenannte „Sachplakate“ für allgemeine Werbezwecke wurde zuerst durch Julius Klinger und danach durch Carl Gadaus gestaltet. Max Hertwigs Gebiet waren die flächengrafischen Plakaten, die bei amtlichen Veranstaltungen verwendet wurden. Sie hatten einen architektonisch strengen Aufbau. Else Taterka widmete sich dem „grotesken und karikierendem Plakat“, der Reklame für Kino, Varieté und Konzert. Sie war der Auffassung, das schnelllebige, mechanisierte, nüchterne und manchmal monotone Leben verlange nach Plakaten, die menschliche Emotionen ansprechen. Humoristische Elemente waren erwünscht. Ihre Schülerinnen und Schüler nutzten als Mittel der Gestaltung deshalb beispielsweise übertriebene Gesichtszüge, überzeichnete Perspektiven und Schatten sowie zusammengewürfelte Schrifttypen.
Plakate wurden zeitgleich auch als ein Element der Schaufensterdekoration verwendet. Im Aufsatz „Das Plakat im Schaufenster“ referierte Taterka 1927 über die Besonderheiten dieser Gestaltung. Das Plakat und die übrigen Gestaltungselemente der Fenstergestaltung sollten eine Einheit bilden. Dabei tritt das Plakat idealerweise nicht in den Vordergrund und verliert sich nicht in Einzelheiten. Taterka selbst setzte auch die Fotografie und fotografische Collagen bei der Plakatgestaltung ein.
Bei den Entwürfen für Schaufensterdekorationen setzte Taterka auf originelle Einfälle und intuitives Erfassen. Sie schulte ihre Schülerinnen und Schülern in der Aufteilung von Flächen, der Komposition und im räumlichen Denken. Sie legte Wert auf eine gründliche Ausbildung, die neben den Praktiken und Handgriffe beim Aufbau auch das Skizzieren und Visualisieren der Ideen enthielt. Sie forderte dabei auch das Experimentieren ein.
Zu ihren Schülerinnen gehörte die Gestalterin Natasha (auch Natalie) Kroll.

### Emigration und Lehre an der Reimann School
Unter dem Druck der nationalsozialistischen Arisierungspolitik veräußerte Albert Reimann seine Berliner Schule im Sommer 1935 an Hugo Häring. Die Jüdin Else Taterka musste ihre Tätigkeit am Lehrinstitut aufgeben. Im Exil in London übernahm sie ab 1937 den Unterricht in den Fächern Display Detail, Commercial Design und Fine Arts an der von Heinz Reimann, dem Sohn von Albert Reimann, gegründeten Londoner Schule. Nach dem Ausbruch des Zweiten Weltkrieges wurde der Unterricht auf Home Study Courses, ein Fernstudium, umgestellt. Die Lehrkräfte entwickelten dazu eigene Lehrmaterialien. Es entstanden 179 Lektionen aus allen Fachgebieten. Die Schülerinnen und Schüler, die aus verschiedenen Ländern kamen, bekamen die Lektionen zugeschickt und sandten ihre Übungen zurück.
Gemeinsam mit der Kollegin Elisabeth von Sydow, die ebenfalls von Berlin nach London übersiedelt war, war Taterka im Jahr 1939 in einer Wohnung im Londoner Stadtteil Wandsworth mit der Berufsbezeichnung „Teacher & Commercial Artist“ gemeldet. Als deutsche Jüdin wurde sie nach dem Kriegsbeginn nicht interniert. Sie starb mit 81 Jahren in London.

## Ausstellungen
- 1927 IV. Deutsche Spitzenmesse, Präsentation von Dekorationen gemeinsam mit Maria May
- 1930 Ausstellung des Verbands der werbetätigen Frauen Deutschlands, grafische und fotografische Werbearbeiten